# Elite Residence

Elite Residence, 2014.

Elite Residence – wieżowiec w Dubaju, w Zjednoczonych Emiratach Arabskich. Budynek został zaprojektowany w stylu postmodernistycznym. Wieża stała się czwartym najwyższym wieżowcem w Dubaju oraz trzecim co do wielkości budynkiem mieszkalnym na świecie.
Budynek ma 380 m wysokości oraz 91 pięter. 76 pięter jest przeznaczonych na użytek mieszkalny, pozostałe 15 pięter to udogodnienia dla gości, m.in. baseny, spa, sale biznesowe, kluby zdrowia, centrum biznesowe, sale gimnastyczne, recepcje. 
Budowa wieżowca rozpoczęła się w 2007 roku. Otwarcie wieżowca nastąpiło w 2012. 
Architekt projektu: inż. Adnan Saffarini.

Elite Residence (trzeci pod względem wysokości wieżowiec z białym dachem i niebieskim poddaszem umieszczony na przedzie po lewej stronie centralnie stojącej Princess Tower) na tle tzw.The Tallest Block w Dubaju, 2016.